# L'Amazone des mers

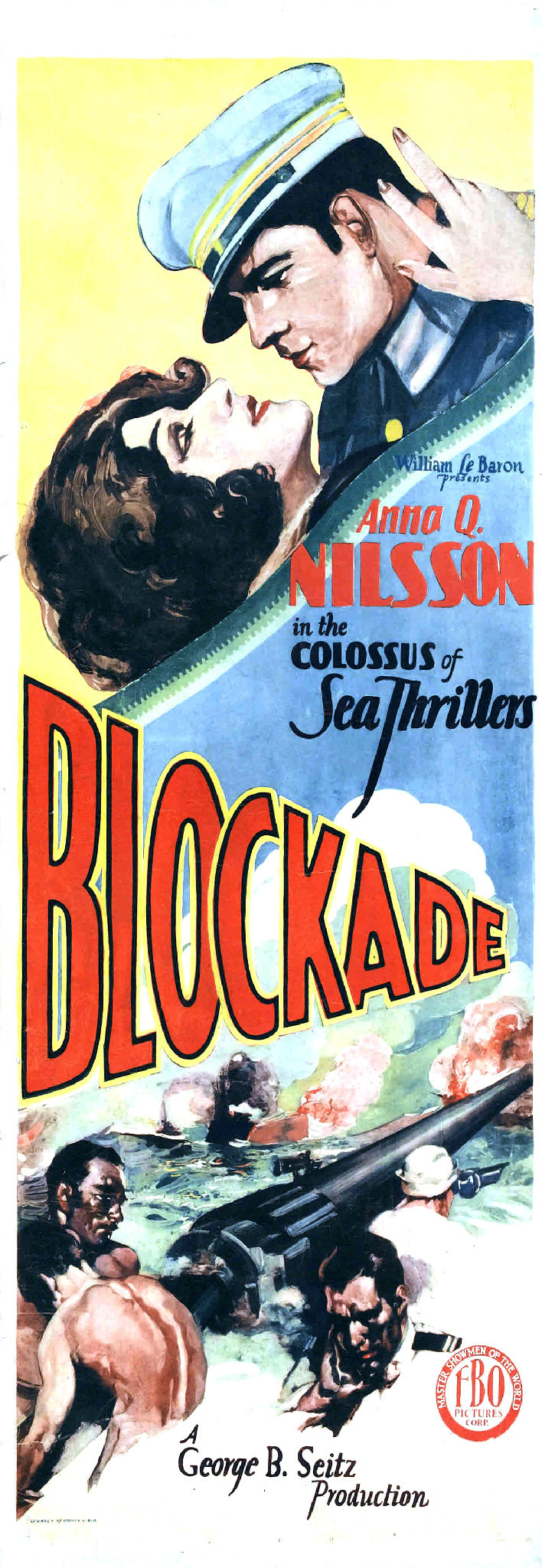
Affiche du film.

L'Amazone des mers (titre original : Blockade) est un film américain partiellement parlant réalisé par George B. Seitz et sorti en 1928.

## Fiche technique
- Titre original : L’Amazone des mers
- Réalisation : George B. Seitz
- Assistant réalisateur : Thomas Atkins
- Scénario : George LeMaire, Louis Sarecky
- Photographie : Robert Martin
- Montage : Archie Marshek
- Distribution : Film Booking Offices of America (FBO)
- Durée : 70 minutes
- Date de sortie:
  - États-Unis : 16 décembre 1928

## Distribution
- Anna Q. Nilsson : Bess
- Wallace MacDonald : Vincent
- James Bradbury Sr. : Gwynn
- Walter McGrail : Hayden